# Sebastian Castro-Tello
Sebastian Castro-Tello (n. Estocolmo, Suecia, 14 de marzo de 1987) es un exfutbolista sueco de ascendencia chilena. Jugó de centrocampista.

## Trayectoria
Comenzó su carrera en 1995 para luego pasar por varios clubes en series menores. 
En 2006 debutó profesionalmente en el Hammarby Talang FF. Ese año completó cuatro apariciones, ya en 2007 jugó 16 partidos y marcó 4 goles. Castro-Tello fue nominado a ser el Fotbollsgalan, por ser el debutante del año, pero fue vencido por el delantero Johan Oremo. Posteriormente fue transferido al Hammarby IF.
En julio de 2013 Castro-Tello se unió al club de la Liga Premier de Azerbaiyán Ravan Baku FK en calidad de préstamo por un año de duración. El 10 de agosto de 2013 debutó con en casa del Ravan con derrota 0-2 contra el Neftchi Baku. El primer gol de Castro-Tello para Ravan Baku FK llegó el 25 de agosto de 2013, en la derrota en casa ante el Inter Baku por 1 a 5.
A principios de octubre Castro-Tello volvió a Suecia, después de una disputa con el club azerbaiyano sobre los términos de su contrato.
Se retiró en 2016 tras jugar en el Arameiska-Syrianska IF.

### Selección nacional
Jugó su debut con la Selección de fútbol de Suecia Sub-21 el 5 de junio de 2007 ante la Selección de fútbol de Suiza Sub-21. Ha jugado en 11 oportunidades, anotando 3 goles.

## Clubes
| Club                   | País       | Año         |
| ---------------------- | ---------- | ----------- |
| Norsborgs IF           | Suecia     | 1995        |
| Essinge IK             | Suecia     | 1995 - 1997 |
| Hammarby IF            | Suecia     | 1998 - 2002 |
| Hammarby Talang FF     | Suecia     | 2003 - 2006 |
| Hammarby IF            | Suecia     | 2006 - 2013 |
| Ravan Baku FK          | Azerbaiyán | 2013        |
| Degerfors IF           | Suecia     | 2014        |
| Nacka FF               | Suecia     | 2015        |
| Arameiska-Syrianska IF | Suecia     | 2016        |